# Hyperlais lutosalis
Hyperlais lutosalis is een vlinder uit de familie grasmotten (Crambidae). De wetenschappelijke naam is voor het eerst gepubliceerd in 1862 door Josef Johann Mann.
De soort komt voor in vrijwel het gehele Middellandse Zeegebied en de Westelijke Sahara.